# Symphyogyna leptothelia
Symphyogyna leptothelia là một loài rêu trong họ Pallaviciniaceae. Loài này được Taylor mô tả khoa học đầu tiên năm 1846.